# Dráha císaře Františka Josefa

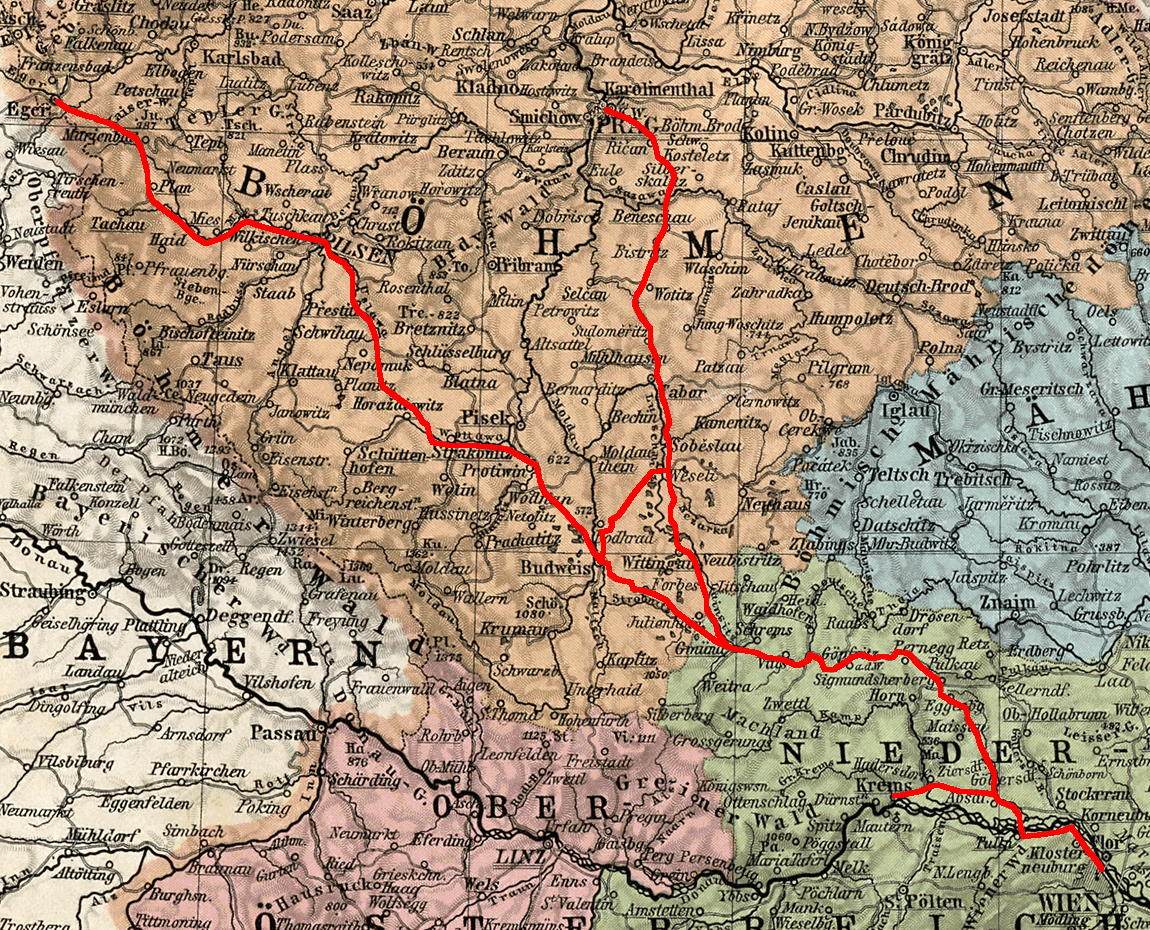
Síť železnic KFJB

Dráha císaře Františka Josefa (německý oficiální název: k.k. privilegierte Kaiser-Franz-Josephs-Bahn, zkratka KFJB) byla privátní železniční společnost v Rakousku-Uhersku, která provozovala dopravu mezi Vídní a Prahou, mezi Českými Velenicemi a Chebem a mezi Českými Budějovicemi a Veselím nad Lužnicí.

## Historie

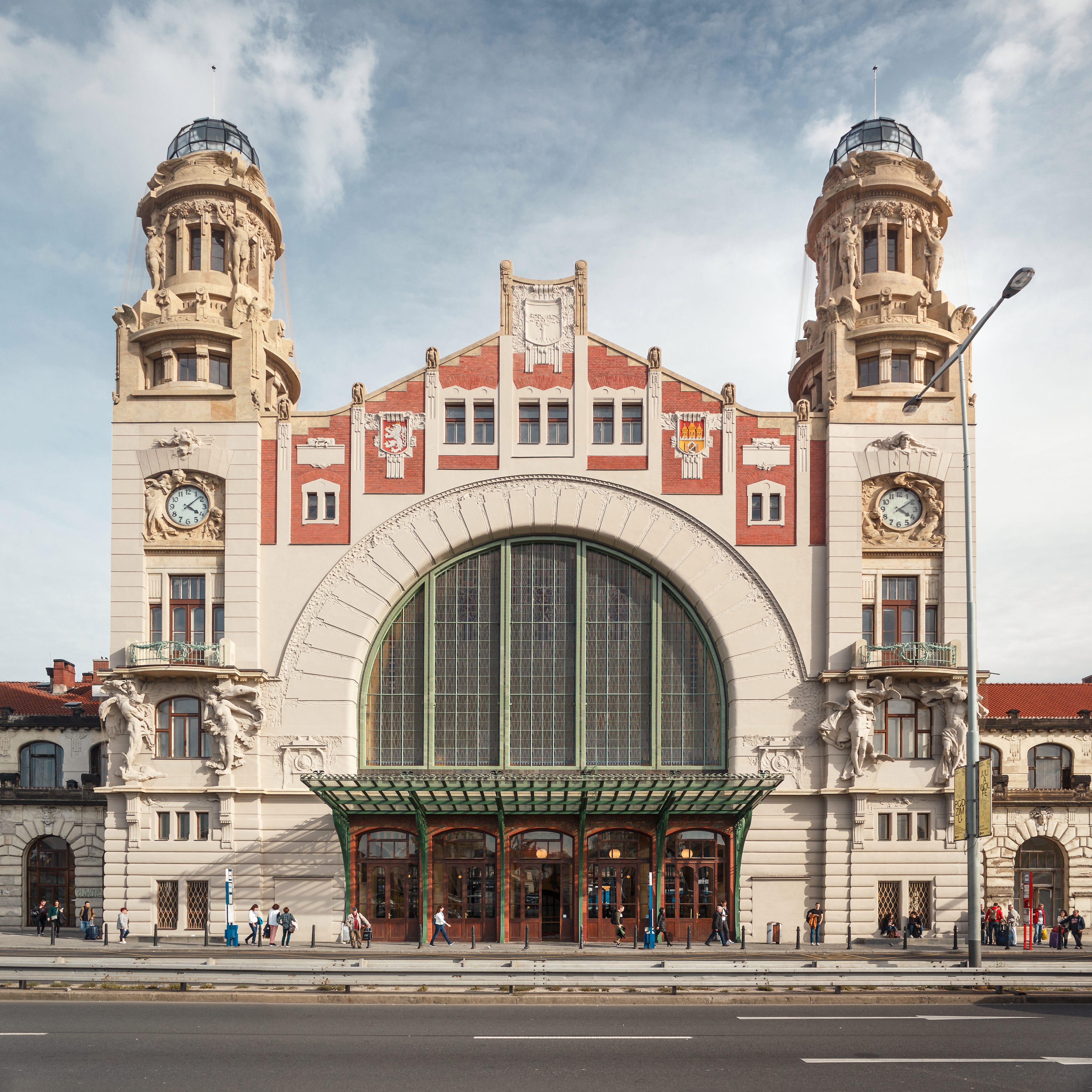
Budova Nádraží císaře Františka Josefa v Praze (dnes Praha hlavní nádraží). V místě dnešní budovy stála od roku 1871 výstavná novorenesanční stavba, před kterou byl dokonce romantický park s jezírkem, vodopádem a skalkou. V letech 1901–1909 byla postavena nová, dodnes stojící a ještě výstavnější budova.

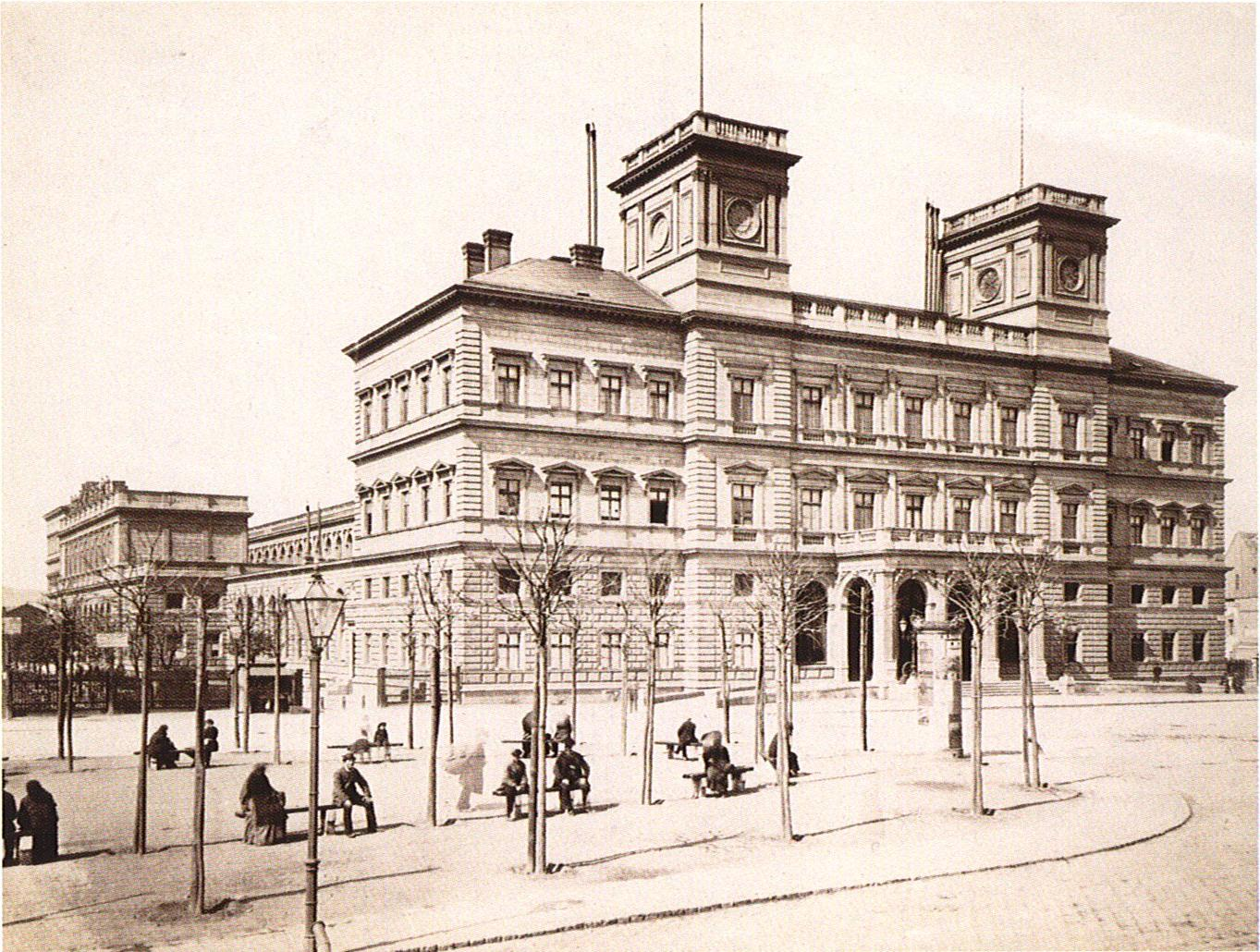
Nádraží císaře Františka Josefa ve Vídni kolem roku 1880

O třetí spojení mezi Prahou a Vídní měla zájem už na začátku 60. let 19. století Severní dráha císaře Ferdinanda, která touto tratí chtěla konkurovat svému rivalovi – Společnosti státní dráhy. Stát si však kladl za podmínku vystavět též spojení z Českých Budějovic do Chebu, který v té době sice měl připojení hned třemi tratěmi, ale všechny vedly z Německa. Za takových podmínek pak Severní dráha z projektu odstoupila.
V roce 1866 však stát udělil koncesi jinému zájemci, jímž byla KFJB. Přezdívalo se jí též „knížecí dráha“, protože mezi koncesionáři nového podniku byla řada tehdejších významných šlechticů, mj. též Jan Adolf II. ze Schwarzenbergu, který osobně provedl zahajovací výkop. Stavbu pak realizoval společný podnik bratří Kleinů, Lannů a Jana Schebka. Od státu tento podnik dostal garanci výnosu 4 miliony zlatých, bezúročnou půjčku a daňové úlevy. 500 kilometrů tratí pak bylo postaveno během 5 let. Stavba (včetně pražské spojovací dráhy mezi dnešním nádražím Praha-Smíchov a Výhybnou Hrabovka) přišla na 97 milionů zlatých.
Firmě se však nedařilo a trvale vykazovala ve svém hospodaření ztrátu. V roce 1877 projednávala Říšská rada nový zákon o změně přístupu státu k železničním firmám, jejichž hospodaření musel stát neustále sanovat erárními garancemi, a přesto dosahovaly ztrát. Důvodem těchto potíží byl fakt, že jižní a západní Čechy nepatřily k průmyslově rozvinutým oblastem, tratě procházely náročným terénem a jejich výstavba i provoz byly náročné. Firma byla nakonec roku 1884 jako jedna z prvních zestátněna.
Postupně dráha otevírala pro veřejnou dopravu své tratě takto:
- České Budějovice – Plzeň (1. 9. 1868)
- České Velenice – České Budějovice (1. 11. 1869)
- České Velenice – Čerčany (3. 9. 1871)
- Čerčany – Nádraží císaře Františka Josefa (14. 12. 1871)
- Plzeň – Cheb (28. 1. 1872)
- České Budějovice – Veselí nad Lužnicí (8. 6. 1874)

Dráha spojila své tratě s tratěmi Společnosti státní dráhy v Praze, vybudovala výtopny ve Vídni na nádraží Františka Josefa, v Sigmundsherbergu, v Českých Budějovicích, v Plzni, v Táboře, ve Veselí nad Lužnicí, ve Vršovicích (Nuslích) i v Chebu. Společnost měla celkem 715 km tratí.